# Катериновка (Близнюковский район)
Катериновка (укр. Катеринівка), село, Лукашевский сельский совет, Лозовский район, Харьковская область, Украина.
Код КОАТУУ — 6320684007. Население по переписи 2001 г. составляет 60 (29/31 м/ж) человек.

## Географическое положение
Село Катериновка находится в балке Водяная, по которой протекает пересыхающий ручей и через 12 км впадает в реку Большая Терновка.
Примыкает к селу Водолажское, в 0,5 км — село Водяное (малое).
В селе есть большая запруда.

## История
- 1925 — дата основания.

## Культура
- Школа.

## Экология
В 0,5 км от села проходит аммиакопровод.

## Достопримечательности
- Братская могила советских воинов. Похоронено 37 воинов.